# Вільям Гарвей
Ві́льям Гарвей (англ. William Harvey; 1 квітня 1578, Фолкстон, графство Кент  — 3 червня 1657, Лондон) — англійський лікар, анатом і природознавець, засновник фізіології та ембріології.
Освіту здобув у Кембриджі (1597) та університеті італійського міста Падуя (1602). Працював у Лондоні.

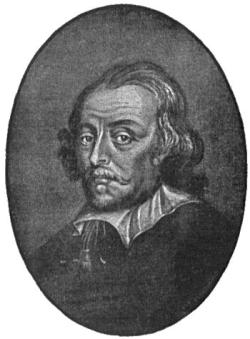
Вільям Гарвей

## Внесок в науку
Гарвей створив вчення про кровообіг, зокрема довів, що серце є активним м'язовим осередком кровообігу і те, що кров рухається в одному напрямку по замкненій системі кровоносних судин. Описав мале і велике кола кровообігу.
Найбільш помітним внеском Гарвея в науку було відкриття кровообігу. До роботи Гарвея вважалося, що кров постійно виробляється і споживається організмом. Експерименти та спостереження Гарвея, однак, привели його до висновку, що кров постійно циркулює тілом, а серце його проштовхує. Він продемонстрував це за допомогою серії експериментів, включаючи розтин тварин і використання лігатур для перекриття кровотоку. Його висновки були опубліковані в книзі «Анатомічне дослідження руху серця і крові у тварин» у 1628 році, яка заклала основу для розуміння кровообігу та серцево-судинної фізіології.

## Бібліографія

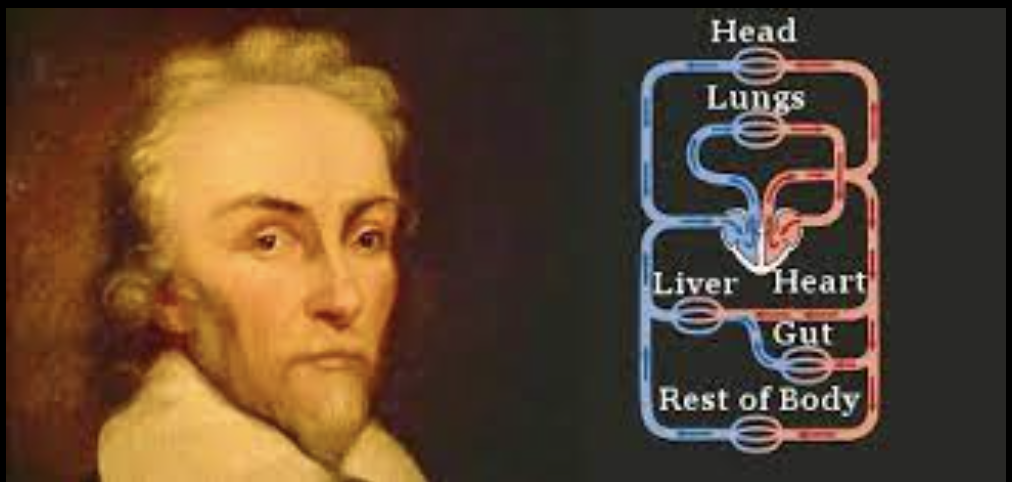
Вільям Гарвей і кола кровообігу

## Погляди
Гарвей закликав до ретельного дослідження організму і представив стільки незаперечних фактів на захист свого вчення, що не тільки переміг супротивників, але і ввів у науку експеримент, досвід для вивчення роботи людського тіла.
Був прихильником наукового методу і вірив у важливість спостережень і експериментів у вивченні медицини. Він також був рішучим прихильником використання розтину в медичній освіті, оскільки це дозволяло краще зрозуміти структуру та функції тіла.

## Експерименти
Гарвей також вивчав зародковий розвиток тварин. Сутність своїх дослідів він хибно підсумував у вислові: «Усе живе — із яйця»